# Вильярроэль Ангуло, Мойсес
Мойсес Вильярроэль Ангуло (исп. Moisés Villarroel Angulo; родился 27 августа 1998 года, Санта-Крус-де-ла-Сьерра, Боливия) — боливийский футболист, полузащитник клуба «Хорхе Вильстерманн» и сборной Боливии.

## Клубная карьера
Вильярроэль — воспитанник клуба «Блуминг». 26 мая 2013 года в матче против «Петролеро» он дебютировал в чемпионате Боливии. В 2015 году Мойсес на правах аренды перешёл в чилийский «Универсидад де Чили». После окончания аренды он вернулся в «Блуминг». 2 февраля 2015 года в поединке против «Сан-Хосе Оруро» Вильярроэль забил свой первый гол за «Блуминг».
В начале 2016 года Мойсес перешёл в «Боливар». 18 апреля в матче против «Спорт Бойз» он дебютировал за новый клуб.

## Международная карьера
В начале 2013 года Вильярроэль в составе юношеской сборной Боливии принял участие в юношеском чемпионате Южной Америки в Аргентине. На турнире он сыграл в матчах против Перу, Бразилии и Уругвая.
В начале 2015 года Вильярроэль во второй раз принял участие в юношеском чемпионате Южной Америки в Парагвае. На турнире он сыграл в матчах против Уругвая, Чили, Аргентины и Эквадора.
В 2017 года Вильярроэль в составе молодёжной сборной Боливии принял участие в молодёжном чемпионате Южной Америки в Эквадоре. На турнире он сыграл в матчах против команд Перу, Аргентины и Венесуэлы.